# Mihail Sorbul
Mihail Sorbul (pseudonimul lui Mihail Smolski, n. 16/28 octombrie 1885, Botoșani, România – d. 20 decembrie 1966, București, România) a fost un autor dramatic și romancier român din perioada interbelică. A fost elev la clasa prof. C. Nottara. A lucrat ca secretar de redacție la Convorbiri critice. Inspector la Inspectoratul Propagandei Teatrale în Banat 1924.

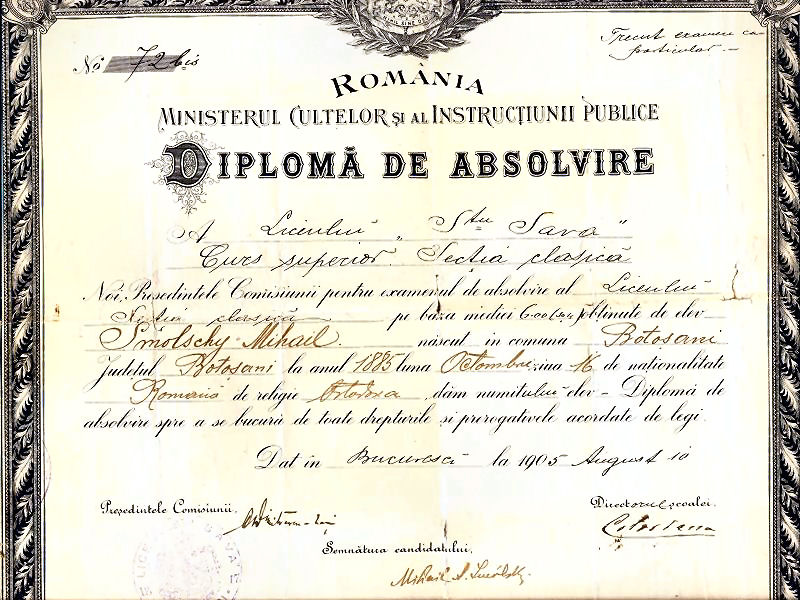
Diploma de absolvire a liceului Sf. Sava din București

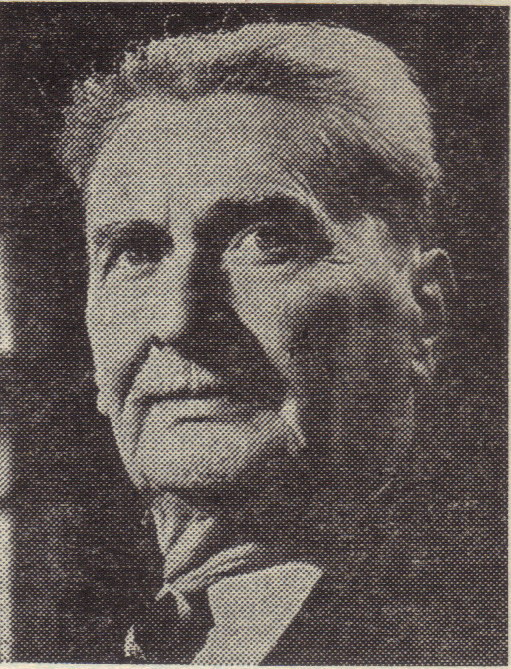
Mihail Sorbul la bătrânețe

## Distincții
- Ordinul „Meritul Cultural” clasa a II-a (26 septembrie 1966) „pentru merite deosebite în activitatea literară, artistică și de răspîndire a culturii naționale, cu prilejul Centenarului Academiei Republicii Socialiste România”[2]

## Operă
Împreună cu Liviu Rebreanu a editat revista Scena (1906).
S-a impus cu piesele:
- Patima roșie - comedie tragică în 3 acte
- Dezertorul - comedie tragică în 3 acte
- Letopisețul - dramă istorică
- Eroii săi sunt băieți de bani gata din high-life-ul bucureștean, fără griji materiale, este o lume preocupată de aventuri amoroase, jocul de cărți și petrecerile cu șampanie.
- Criticii compară piesa Patima roșie cu piesele scrise de Ibsen și Gorki.

### Piese de teatru
- Eroi noștri (1906)
- Letopiseți (1914)
- Patima roșie (1916)
- Dezertorul (1917)
- Prăpastia (1920)
- Praznicul calicilor
- A doua tinerețe (1922)
- Baronul
- Răzbunarea (1918)
- Coriolan Secundus

## Romane
- Adevărul și numai adevărul
- O iubești?
- Mângâierile panterei

## Vezi și
- Listă de dramaturgi români
- Listă de piese de teatru românești